# Wilhelm von Waldburg-Zeil
Wilhelm von Waldburg-Zeil (Isny im Allgäu, 26 novembre 1835 – Leutkirch im Allgäu, 20 luglio 1906) è stato un principe e politico tedesco.

## Biografia
Wilhelm era figlio del principe Constantin von Waldburg-Zeil (1807 - 1862) e di sua moglie, la contessa Maximiliane von Quadt-Isny (1813 - 1874). Frequentò le università di Friburgo, Parigi e Monaco di Baviera, e poi studiò agricoltura e silvicoltura presso l'accademia di Hohenheim. Dal 1859 al 1860 fu addetto presso l'ambasciata bavarese nel regno di Hannover. Dal 1861 rappresentò suo padre alla Camera dei Signori del Württemberg. Dopo la morte di quest'ultimo, venne ammesso alla Camera dei Signori, rimanendo in carica sino alla propria morte, come pure nel consiglio della corona di Baviera. 
Durante la guerra austro-prussiana del 1866 e la guerra franco prussiana del 1870-1871, si impegnò come volontario nel servizio infermieristico e nel trasporto dei feriti. Dal 1871 venne eletto al primo Reichstag, ma si dimise nei primi mesi del 1872. Dal 1872 al 1899 fu Presidente della Camera dei Signori del Württemberg. Dal 1899 si fece rappresentare nel Landtag da suo figlio Georg a causa della sua salute cagionevole. Nel 1903, alla morte del suo lontano cugino il principe Eberhard II di Waldburg-Wurzach, ne ereditò il titolo.
Morì a Leutkirch im Allgäu nel 1906.

## Matrimonio e figli
Il principe Wilhelm si sposò due volte. Il primo matrimonio fu il 24 febbraio 1862 con la contessa Maria Josepha von Wolfegg-Waldsee (1840 - 1885) a Wolfegg. Da questo matrimonio nacquero i seguenti figli:
- Georg (27 maggio - 29 maggio 1866)
- Georg (29 maggio 1867 - 2 settembre 1918 ucciso vicino ad Allaines nel cantone di Péronne), sposò nel 1897 la contessa Marie Therese zu Salm-Reifferscheidt-Raitz (1869 - 1930)
- Willibald Friedrich (1871 - 1947); contrasse per due volte matrimoni morganatici e per questo rinunciò al suo titolo di principe
- Anton (1873 - 1948), sposò nel 1902 la contessa Maria Immakulata von Beroldingen (1880, Stoccarda - 1943, castello di Zeil)
- Constantin (1874 - 1935)

Dopo la morte della prima moglie, si risposò il 23 maggio 1889 con la principessa Marie Georgine von Thurn und Taxis (1857 - 1909) a Bregenz. Da questo matrimonio nacque un unico figlio:
- Wilhelm Karl (1890 - 1927), sposò la contessa Marie-Therese zu Salm-Reifferscheidt-Raitz (1896 - 1985)

## Ascendenza
|                                                                |                             |                                                                                                  | Genitori                                           |  |  | Nonni |  |  | Bisnonni                                                             |  |  | Trisnonni                                |  |
|                                                                |                             |                                                                                                  |                                                    |  |  |       |  |  | Maximilian von Waldburg-Zeil-Trauchburg, I principe di Waldburg-Zeil |  |  | Franz Anton von Waldburg-Zeil-Trauchburg |  |
|                                                                |                             |                                                                                                  |                                                    |  |  |       |  |  | Maximilian von Waldburg-Zeil-Trauchburg, I principe di Waldburg-Zeil |  |  | Franz Anton von Waldburg-Zeil-Trauchburg |  |
|                                                                |                             | Maria Anna zu Waldburg                                                                           |                                                    |  |  |       |  |  | Maximilian von Waldburg-Zeil-Trauchburg, I principe di Waldburg-Zeil |  |  |                                          |  |
| Franz Thaddäus von Waldburg-Zeil, II principe di Waldburg-Zeil |                             |                                                                                                  |                                                    |  |  |       |  |  | Maximilian von Waldburg-Zeil-Trauchburg, I principe di Waldburg-Zeil |  |  |                                          |  |
|                                                                |                             | Maria von Hornstein zu Weiterdingen                                                              | Leopold Thaddäus von Hornstein zu Weiterdingen     |  |  |       |  |  |                                                                      |  |  |                                          |  |
|                                                                |                             | Maria von Hornstein zu Weiterdingen                                                              | Leopold Thaddäus von Hornstein zu Weiterdingen     |  |  |       |  |  |                                                                      |  |  |                                          |  |
|                                                                |                             | Maria von Hornstein zu Weiterdingen                                                              | Maria Anna von Welsperg zu Raitenau und Primör     |  |  |       |  |  |                                                                      |  |  |                                          |  |
| Constantin von Waldburg-Zeil, III principe di Waldburg-Zeil    |                             | Maria von Hornstein zu Weiterdingen                                                              |                                                    |  |  |       |  |  |                                                                      |  |  |                                          |  |
|                                                                |                             | Dominik Constantin zu Löwenstein-Wertheim-Rochefort, I principe di Löwenstein-Wertheim-Rosenberg | Theodor Alexander zu Löwenstein-Wertheim-Rochefort |  |  |       |  |  |                                                                      |  |  |                                          |  |
|                                                                |                             | Dominik Constantin zu Löwenstein-Wertheim-Rochefort, I principe di Löwenstein-Wertheim-Rosenberg | Theodor Alexander zu Löwenstein-Wertheim-Rochefort |  |  |       |  |  |                                                                      |  |  |                                          |  |
|                                                                |                             | Dominik Constantin zu Löwenstein-Wertheim-Rochefort, I principe di Löwenstein-Wertheim-Rosenberg | Luise von Leiningen-Dachsburg-Hartenburg           |  |  |       |  |  |                                                                      |  |  |                                          |  |
| Christiane Polyxene zu Löwenstein-Wertheim-Rosenberg           |                             | Dominik Constantin zu Löwenstein-Wertheim-Rochefort, I principe di Löwenstein-Wertheim-Rosenberg |                                                    |  |  |       |  |  |                                                                      |  |  |                                          |  |
|                                                                |                             | Leopoldine zu Hohenlohe-Bartenstein                                                              | Ludwig Leopold zu Hohenlohe-Bartenstein            |  |  |       |  |  |                                                                      |  |  |                                          |  |
|                                                                |                             | Leopoldine zu Hohenlohe-Bartenstein                                                              | Ludwig Leopold zu Hohenlohe-Bartenstein            |  |  |       |  |  |                                                                      |  |  |                                          |  |
|                                                                |                             | Leopoldine zu Hohenlohe-Bartenstein                                                              | Polyxena von Limburg-Stirum                        |  |  |       |  |  |                                                                      |  |  |                                          |  |
| Wilhelm von Waldburg-Zeil, IV principe di Waldburg-Zeil        |                             | Leopoldine zu Hohenlohe-Bartenstein                                                              |                                                    |  |  |       |  |  |                                                                      |  |  |                                          |  |
|                                                                | Otto Wilhelm von Quadt-Isny | Wilhelm Otto Friedrich von Quadt-Isny                                                            |                                                    |  |  |       |  |  |                                                                      |  |  |                                          |  |
|                                                                | Otto Wilhelm von Quadt-Isny | Wilhelm Otto Friedrich von Quadt-Isny                                                            |                                                    |  |  |       |  |  |                                                                      |  |  |                                          |  |
|                                                                | Otto Wilhelm von Quadt-Isny | Anna van Bylandt                                                                                 |                                                    |  |  |       |  |  |                                                                      |  |  |                                          |  |
| Wilhelm Otto von Quadt-Isny                                    | Otto Wilhelm von Quadt-Isny |                                                                                                  |                                                    |  |  |       |  |  |                                                                      |  |  |                                          |  |
|                                                                |                             | Dorothea Charlotte van Neukirchen                                                                | Johan Gijsbert Ludolf Adriaan von Neukirchen       |  |  |       |  |  |                                                                      |  |  |                                          |  |
|                                                                |                             | Dorothea Charlotte van Neukirchen                                                                | Johan Gijsbert Ludolf Adriaan von Neukirchen       |  |  |       |  |  |                                                                      |  |  |                                          |  |
|                                                                |                             | Dorothea Charlotte van Neukirchen                                                                | Seina Margaretha van Wijhe                         |  |  |       |  |  |                                                                      |  |  |                                          |  |
| Maximiliane von Quadt-Isny                                     |                             | Dorothea Charlotte van Neukirchen                                                                |                                                    |  |  |       |  |  |                                                                      |  |  |                                          |  |
|                                                                |                             | Friedrich Michael von Thurn und Valsassina                                                       | Joseph Leodegar von Thurn und Valsassina           |  |  |       |  |  |                                                                      |  |  |                                          |  |
|                                                                |                             | Friedrich Michael von Thurn und Valsassina                                                       | Joseph Leodegar von Thurn und Valsassina           |  |  |       |  |  |                                                                      |  |  |                                          |  |
|                                                                |                             | Friedrich Michael von Thurn und Valsassina                                                       | Maria Franziska von Baden                          |  |  |       |  |  |                                                                      |  |  |                                          |  |
| Maria Anna von Thurn und Valsassina                            |                             | Friedrich Michael von Thurn und Valsassina                                                       |                                                    |  |  |       |  |  |                                                                      |  |  |                                          |  |
|                                                                |                             | Johanna Ungelter von Deissenhausen                                                               | Joseph Ungelter von Deissenhausen                  |  |  |       |  |  |                                                                      |  |  |                                          |  |
|                                                                |                             | Johanna Ungelter von Deissenhausen                                                               | Joseph Ungelter von Deissenhausen                  |  |  |       |  |  |                                                                      |  |  |                                          |  |
|                                                                |                             | Johanna Ungelter von Deissenhausen                                                               | Maximiliana von Stotzingen                         |  |  |       |  |  |                                                                      |  |  |                                          |  |
|                                                                |                             | Johanna Ungelter von Deissenhausen                                                               |                                                    |  |  |       |  |  |                                                                      |  |  |                                          |  |